# Poortwachter (viaduct)
De Poortwachter is een viaduct over de A12 bij Ede. De pylonen zijn bijna 40 meter hoog en de brug is 110 meter lang. Bij de opening was het met 51 meter de breedste tuibrug van Europa.
Het ontwerp van het viaduct is van de hand van A. Krijgsman van adviesbureau ABT uit Arnhem. Krijgsman werd bijgestaan door architect Hans ter Beek van bureau Op ten Noort Blijdenstein. Voor Krijgsman was het de laatste opdracht voor zijn emeritaat. Hij was onder andere betrokken bij het ontwerpen van de Erasmusbrug in Rotterdam, de Lingebrug bij Gorinchem en het GelreDome. Gekozen werd voor een tuibrug, een brugtype waarbij het dek aan kabels of stangen vanuit palen (pylonen genaamd) is bevestigd. Voor Ede werd vanwege de grote breedte gekozen voor drie pylonen.
De totale bouwsom bedroeg € 14.820.000,- en in november 2000 werd gestart met de uitvoering. 
De Poortwachter is geopend op 15 september 2003 door gedeputeerde Marijke van Haaren samen met burgemeester Roel Robbertsen van Ede en hoofdingenieur-directeur H. Bevers van Rijkswaterstaat. De opening was verbeeld als middeleeuws schouwspel. Twee Portiers/hellebaardiers bewaakten een poort, die pas open ging open nadat de drie de juiste toegangscode hadden gesproken. 
De naam ‘Poortwachter’ moest iets van soliditeit, daadkracht en betrouwbaarheid uitstralen. De naam is geïntroduceerd door Wilke Dekker, voormalig wethouder van Ede.